# Cena nezávislosti
Cena nezávislosti (bengálsky স্বাধীনতা পুরস্কার), formálně známá jako Cena dne nezávislosti nebo Swadhinata Padak, je nejvyšší státní vyznamenání Bangladéšské lidové republiky. Vyznamenání bylo založeno roku 1976.

## Historie a pravidla udílení
Cenu nezávislosti založil roku 1976 bangladéšský prezident Ziaur Rahman. Udílena je občanům Bangladéše nebo organizacím za významný přínos v některé z mnoha oblastí včetně války za nezávislost, jazykového hnutí, vzdělávání, literatury, žurnalistiky, veřejné služby, vědy a techniky, lékařství, společenských věd, hudby, sportu, výtvarného umění, rozvoje venkova a dalších oblastí.
Vyznamenaným náleží zlatá medaile, čestný certifikát o udělení vyznamenání a 500 tisíc bangladéšských takas. Vládní komise pro národní vyznamenání připravuje každoročně seznam nominovaných kandidátů a předává jej předsedovi vlády ke konečnému schválení. Cena se tradičně uděluje v předvečer Dne nezávislosti během v Bangladéši velmi medializovaného ceremoniálu, kterého se účastní několik členů vlády a parlamentu a další významní hosté.
První ceny byly uděleny v roce 1977 a mnoho let byly oceňovány pouze civilní oblasti, jako je umění, literatura nebo sport. Lidé mohli toto vyznamenání obdržet jak během svého života, jako například v roce 1977 Kazi Nazrul Islam "národní básník Bangladéše" nebo v roce 1979 Abul Mansur Ahmed, nebo in memoriam jako malíř Zainul Abedin, který zemřel v roce 1976 a ocenění mu bylo uděleno v roce 1977. Až v roce 1998 došlo k ocenění i za vojenské akce. Mezi prvními vyznamenanými za osvobozeneckou válku byli Fazlul Hak Moni, Abdur Rab Sernijabat, Abul Hasnat Mohammad Kamaruzzaman, Muhammad Mansur Ali, Tazuddin Ahmad, Sajd Nazrul Islam a žena prvního bangladéšského prezidenta Šajch Fazilatunnesa Mujib.
V roce 2006 udílení tohoto vyznamenání vyvolalo jistou kontroverzi poté, co premiér nepřijal původní seznam s nominacemi. Někteří vládní ministři vyjádřili znepokojení nad jmenováním tří jejich ministerských kolegů. Dále bylo kritizováno i ocenění Praporu rychlé akce kvůli podezření, že se tento prapor podílel na mimosoudních popravách.